# Harald Sohlberg

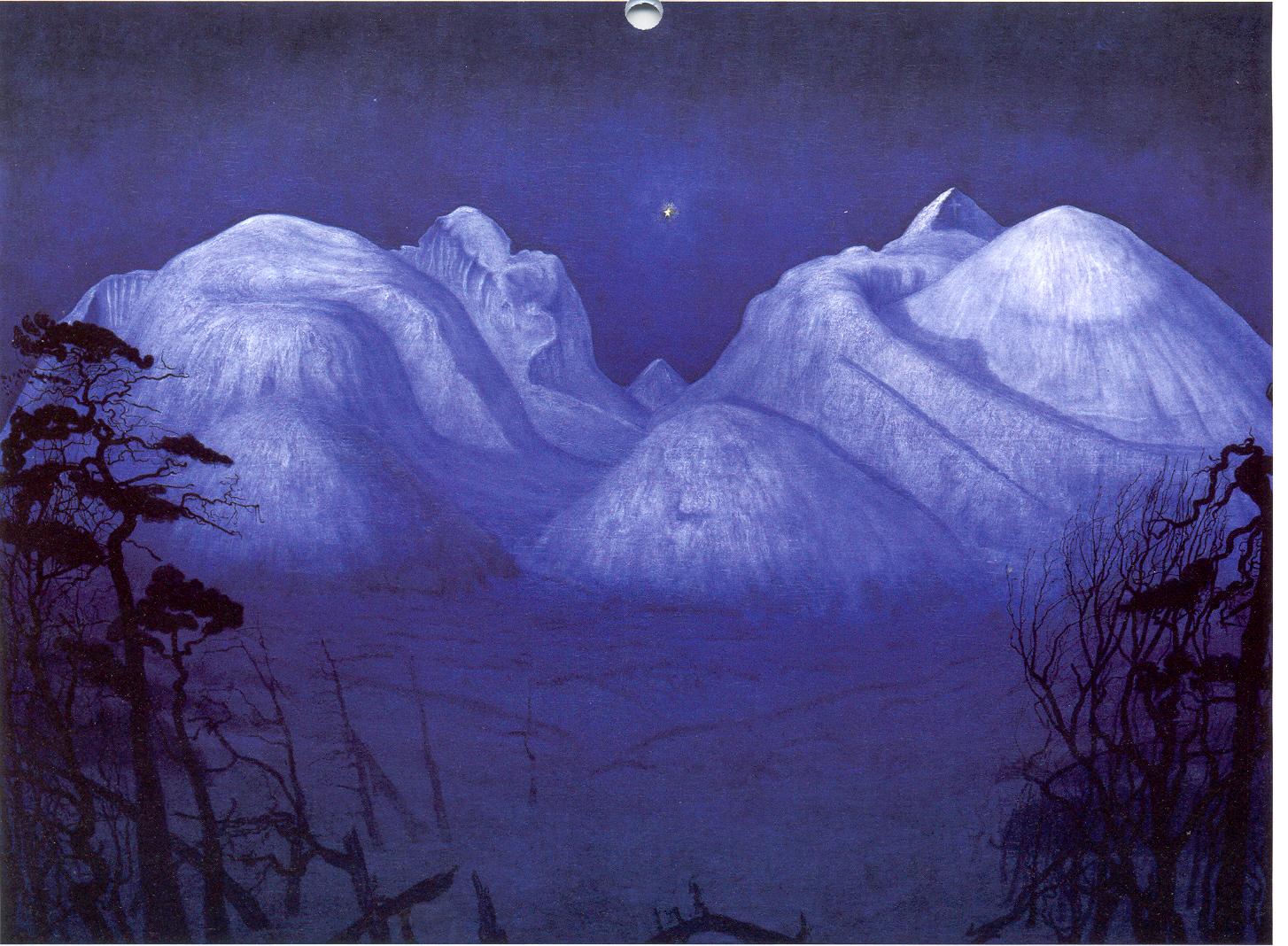
Noapte de iarnă în Rondane, ulei, 1913

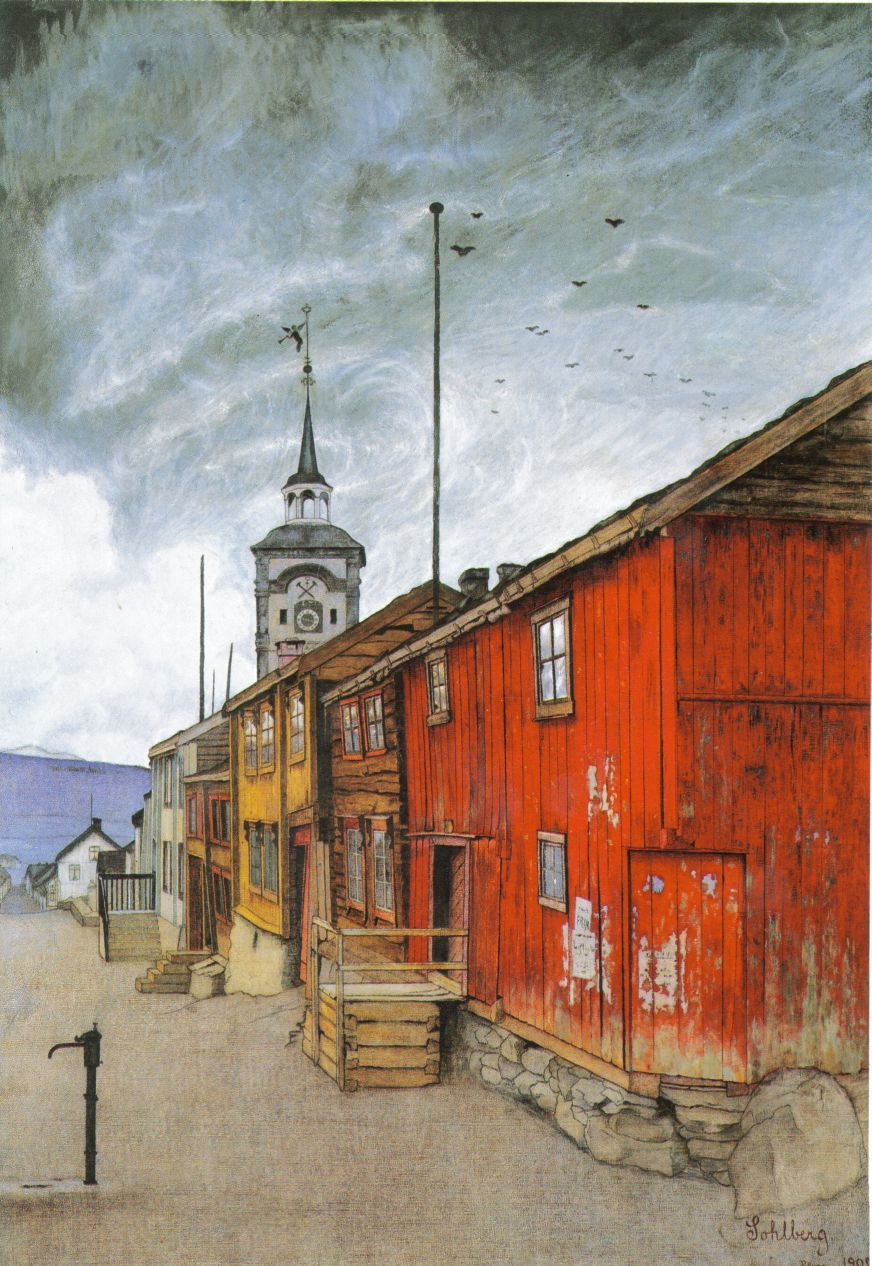
Street View din Røros, ulei, 1902

Harald Oskar Sohlberg (n. 29 septembrie 1869, Kristiania - d. 19 iunie 1935, Oslo) a fost un pictor și artist grafic norvegian. 